# 全息数字电网
全息数字电网，是指采集真实輸電網路各電壓等级输变电设施的物理数据，并在网络云端全景呈现。全息数字电网可以实现虚拟电网与现实电网的交互与双向控制。